# 苍山糙苏
苍山糙苏（学名：Phlomis forrestii）为唇形科糙苏属下的一个种。